# Kiau Chau
Kiau Chau (alemany: Kiautschou, xinès: 膠州灣) va ser una concessió colonial alemanya que va existir des de 1898 fins a 1914. Amb una superfície de 552 km², es troba a la província imperial de Shandong en la costa sud de la península de Shandong en el nord de la Xina.
El nom de la colònia va ser romanitzat com a Kiaochow, Jiaozhou, Kiauchau o Kiao-Chau en anglès i Kiautschou en alemany. Tsingtao n'era el centre administratiu.

## Antecedents de l'expansió a la Xina
Alemanya era relativament un nouvingut a la lluita imperialista per les colònies arreu del món. No obstant això, una colònia alemanya a la Xina era concebuda com una doble empresa: donar suport a la presència naval, i que les colònies (vegeu Imperi colonial alemany) eren ideals per recolzar l'economia en la mare pàtria. Les àrees densament poblades de la Xina es van evidenciar com un mercat potencial. Pensadors com Max Weber exigien una activa política colonial del govern. En particular, es va prioritzar l'obertura de la Xina, perquè es pensava que era el mercat més important del món fora d'Europa.
Però una política global (Weltpolitik) sense influència militar mundial semblava impracticable, per la qual cosa es va construir una Armada. Se suposava que aquesta flota havia de donar èmfasi als interessos alemanys en temps de pau, protegir les rutes comercials alemanyes i assetjar els enemics durant la guerra (idea de la guerra de creuers]). Una xarxa mundial de bases navals era un requisit clau per a aquest propòsit.
No obstant això, l'adquisició d'un port a la Xina va ser des del principi sotmès a la idea d'una colònia model: totes les instal·lacions, l'administració, la infrastructura de l'entorn i la utilització era mostrar als xinesos, a la nació alemanya i altres potències colonials una eficaç política colonial.

## L'adquisició alemanya de la badia
En 1860, una flota prussiana expedicionària va arribar a Àsia i va explorar la regió al voltant de la badia de Jiaozhou. L'any següent es va signar el Tractat Xinès-Prussià de Pequín. Després dels viatges a la Xina entre 1868 i 1871, el geògraf baró Ferdinand von Richthofen va recomanar que la badia de Jiaozhou esdevingués una possible base naval. En 1896, el contraalmirant von Tirpitz, en aquell moment comandant de la Divisió de Creuers de l'Àsia oriental, va examinar l'àrea personal, així com tres llocs addicionals a la Xina per a l'establiment d'una base naval. L'almirall Otto von Diederichs substitueix Tirpitz a l'Àsia oriental i es va centrar la badia de Jiaozhou malgrat que l'Almirallat de Berlín no havia decidit oficialment una ubicació de la base.
L'1 de novembre de 1897, la Societat de les Grans Espases va assassinar brutalment dos sacerdots catòlics alemanys de la missió Steyler al comtat de Juye, al sud de Shandong. L'almirall von Diederichs, comandant de l'esquadra de creuer, en un cable datat el 7 de novembre 1897 a l'Almiralalt, va dir: "incidents poden ser explotats en la consecució dels objectius posteriors?" A la recepció del cable de Diederichs, el canceller Chlodwig von Hohenlohe va aconsellar precaució, preferint una solució diplomàtica. No obstant això, Kaiser Guillem II va intervenir i l'Almirallat va enviar un missatge per a Diederichs amb les instruccions de "procedir immediatament a Kiau Chau amb esquadró complet ..." a la qual l'almirall va respondre: "... es procedirà amb la major energia".
Diederichs en aquell moment només tenia la insígnia de la seva divisió SMS Kaiser i el creuer lleuger SMS Prinzess Wilhelm disponibles en l'àncora de Shanghái, la corbeta Arcona estava preparada per a les reparacions i el creuer lleuger Irene en una drassana a Hong Kong per un recondicionament de motors. El creuer de petit calat Cormoran (independent de la divisió de creuer) estava patrullant el Yangtze. Diederichs va llevar àncores, va ordenar el Prinzess Wilhelm per seguir l'endemà i Cormoran per posar-se al dia a la mar. Els tres vaixells van arribar fora de Tsingtao després de l'alba del 13 de novembre 1897, però no va fer moviments agressius. Amb el seu personal i els tres capitans dels seus vaixells a bord, va aterrar amb Diederichs presentar el seu almiralls en el llarg moll Tsingtao per tal de fer tasques de reconeixement. Es va determinar que la seva força de desembarcament seria àmpliament superada en nombre per les tropes xineses, però tenia la superioritat qualitativa.

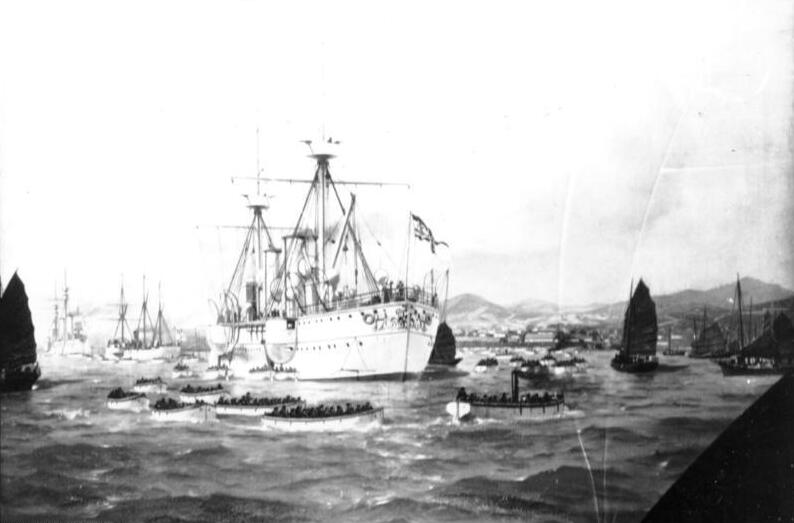
Desembarcament de forces terrestres

El diumenge 14 de novembre de 1897, a les 6 del matí, Cormoran va ser dut a port per oferir suport armat en cas de necessitat. Els vaixells Kaiser i Prinzess Wilhelm van portar una força amfíbia de 717 oficials, suboficials i mariners armats amb fusells. Diederichs a cavall i la seva columna es van dirigir cap a la caserna principal xinesa i la bateria d'artilleria, una unitat especial que amb rapidesa va desactivar la línia telegràfica xinesa i uns altres van ocupar els forts exteriors i polvorins. Amb rapidesa i eficàcia, les accions de Diederichs havien aconseguit el seu objectiu primordial a les 08.15.
Els guardagulles van restaurar la línia de telègrafs i els primers missatges van ser rebuts i desxifrats. Diederichs es va sorprendre en saber que les seves ordres havien estat cancel·lades i que anava a suspendre les operacions en Kiau Chau a l'espera de les negociacions amb el govern xinès. Si ja havia ocupat el llogaret de Tsingtao, la qual cosa anava a considerar la seva presència temporal. Després de molt temps i incertesa, l'Almirallat finalment va enviar les felicitacions i la proclamació de permanència en efecte, i Guillem II el va ascendir a vicealmirall.
L'almirall von Diederichs va consolidar la seva posició en la badia de Kiau Chau. L'Almirallat va enviar el creuer protegit SMS Kaiserin Augusta des del Mediterrani fins a Tsingtao per tal d'enfortir encara més la presència naval en l'est d'Àsia. El 26 de gener de 1898, la infanteria de marina de la III. Seebatallion va arribar a la línia Darmstadt. La badia de Kiau Chau estava segura ara.

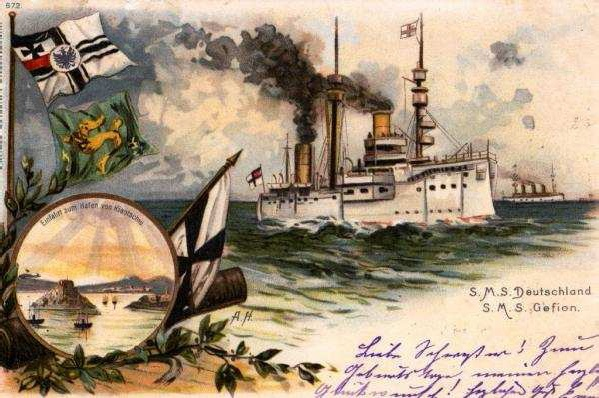
SMS Deutschland i SMS Gefion. Arribada a la badia de Kiau Chau, 1899.

Es van iniciar les negociacions amb el govern de la Xina, i el 6 de març de 1898 l'imperi alemany es va retirar de la cessió pura i simple de la zona i va acceptar un contracte d'arrendament de la badia durant 99 anys (com van fer els anglesos als Nous Territoris de Hong Kong). Un mes més tard, el Reichstag va ratificar el tractat el 8 d'abril de 1898. La badia de Kiau Chau va estar oficialment sota la protecció alemanya per decret imperial el 27 d'abril i el Kapitän zur See capità Carl Rosendahl en va ser nomenat governador. Aquests fets van acabar amb la responsabilitat de l'almirall von Diederichs (però no el seu interès) en Kiau Chau, el qual va escriure que havia "complert el seu propòsit de la marina."
Com a resultat del contracte d'arrendament alemany-xinès, el govern xinès va cedir tots els seus drets sobirans al territori arrendat d'aproximadament 83.000 habitants (als quals la ciutat de Jiaozhou no pertany), així com en la de 50 km de la zona de seguretat. El Gouvernement Kiautschou, essent part de la Xina sota el regnat imperial per la durada del contracte d'arrendament, es va convertir en un Schutzgebiet (protectorat alemany). D'altra banda, el tractat inclou els drets per a la construcció de línies ferroviàries i l'explotació minera dels jaciments de carbó locals. Moltes parts de Shandong fora del protectorat alemany van estar sota la influència alemanya. Encara que el contracte d'arrendament posava límits a l'expansió d'Alemanya, es va convertir en punt de partida per a les cessions dels següents Port Arthur a l'Imperi rus, de Weihaiwei al Regne Unit i Kwang-Chou-Wan a França.

## Organització i desenvolupament del protectorat

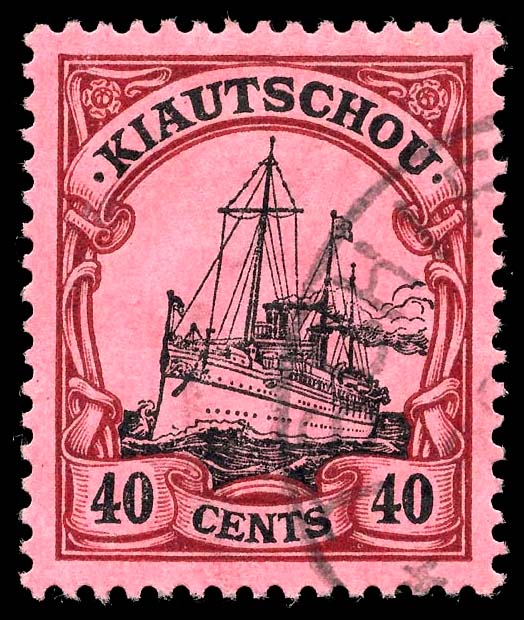
Segell de 40 cèntims "Yacht" de 1905

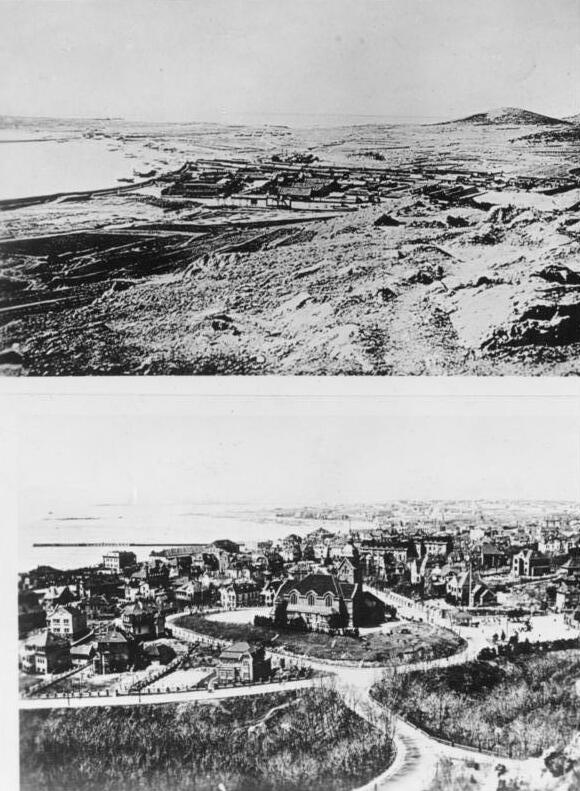
Tsingtao de 1898 a 1910; Zhan Qiao a l'esquerra.

A causa de la importància que tenia el protectorat de la reputació de la marina alemanya, no va ser col·locat sota la supervisió de l'oficina colonial imperial (Reichskolonialamt) sinó en la de l'oficina de la marina imperial (el Reichsmarineamt o RMA).
En la part superior de la colònia es trobava el governador (els cinc titulars de càrrecs superiors eren oficials de la marina), que estava directament subordinada al secretari d'Estat de la RMA, Alfred von Tirpitz. El governador era el cap dels militars i l'administració civil de la colònia. El primer va ser dirigit pel Cap de Gabinet i el sotsgovernador, l'últim pel Zivilkommissar [comissari civil]. A més els funcionaris importants de Kiau Chau van ser els oficials per a la construcció del port, i després de 1900, el President del Tribunal Suprem i el "Comissionat per als Assumptes Xinesos". El Gouvernementsrat [consell de govern del protectorat] i després de 1902 la "Comissió Xinesa" actuaven com a òrgan d'assessorament per al governador. Els departaments de finances, construcció, educació i serveis mèdics estaven directament subordinats al governador, perquè aquests són crucials pel que fa a la idea d'una colònia model.
Kiau Chau, de fet, es va transformar en un regne modern. El poble de pescadors pobres de Tsingtao va ser dissenyat amb amplis carrers, zones d'habitatges sòlids, edificis de govern, electrificació general, un sistema de clavegueram i proveïment d'aigua potable, una raresa en moltes parts d'Àsia en aquells moments. La zona tenia la més alta densitat d'escoles i el nombre més alt d'estudiants inscrits per capita més alt de tota Xina, amb escoles primària, secundària i de formació professional finançades pel Tresor de Berlín i missions protestants i catòliques.
Amb l'expansió de l'activitat econòmica i d'obres públiques, els bancs alemanys va obrir-hi sucursals, essent la Deutsch-Asiatische Bank un dels més importants. La terminació del ferrocarril de Shantung en 1910 proporcionava una connexió al Ferrocarril Transsiberià i, per tant, permet viatjar amb tren des de Tsingtao a Berlín.
Després de la revolució xinesa de 1911 va seguir el seu curs, molts xinesos rics i exfuncionaris políticament connectats es van assentar en la colònia a causa de l'ambient segur i ordenat que oferia. Sun Yat-sen va visitar la zona de Tsingtao, i va declarar en 1912, "... Estic impressionat. La ciutat és un veritable model per al futur de la Xina".

## Governadors
Tots van ser oficials de la Marina amb el grau de Kapitän zur See (capità):
| Vigència del càrrec                        | Retrat | Titular              | Notes                                             |
| ------------------------------------------ | ------ | -------------------- | ------------------------------------------------- |
| 14 de novembre de 1897 - 7 de març de 1898 |        | Otto von Diederichs  | Governador militar                                |
| 7 de març de 1898 - 19 de febrer de 1899   |        | Carl Rosendahl       |                                                   |
| 19 de febrer de 1899 - 27 de gener de 1901 |        | Paul Jaeschke        | Va morir en l'exercici                            |
| 27 de gener de 1901 - 8 de juny de 1901    |        | Max Rollmann         | Interí                                            |
| 8 de juny de 1901 - 19 d'agost de 1911     |        | Oskar von Truppel    |                                                   |
| 19 d'agost de 1911 - 7 de novembre de 1914 |        | Alfred Meyer-Waldeck | Comandant naval principal en el setge de Tsingtao |

## Història posterior
El 15 d'agost de 1914, en esclatar la Primera Guerra Mundial a Europa, Japó va llançar un ultimàtum a Alemanya exigint que renunciés al seu control del territori en disputa de Kiau Chau. En rebutjar l'ultimàtum, Japó va declarar la guerra el 23 d'agost i el mateix dia la seva armada va bombardejar el territori alemany. El 7 de novembre de 1914, la badia va ser ocupada per forces japoneses (veure Batalla de Tsingtao), que va designar dos governadors militars: del 7 de novembre 1914 a 1919 Mitsuomi Kamio i de 1919 a 10 de desembre de 1922 Mitsue Yuhi.
El territori ocupat va ser retornat a la Xina el 10 de desembre de 1922, però els japonesos novament van ocupar l'àrea des de 1937 fins a 1945 durant la Segona Guerra sinojaponesa.

## Economia durant el protectorat

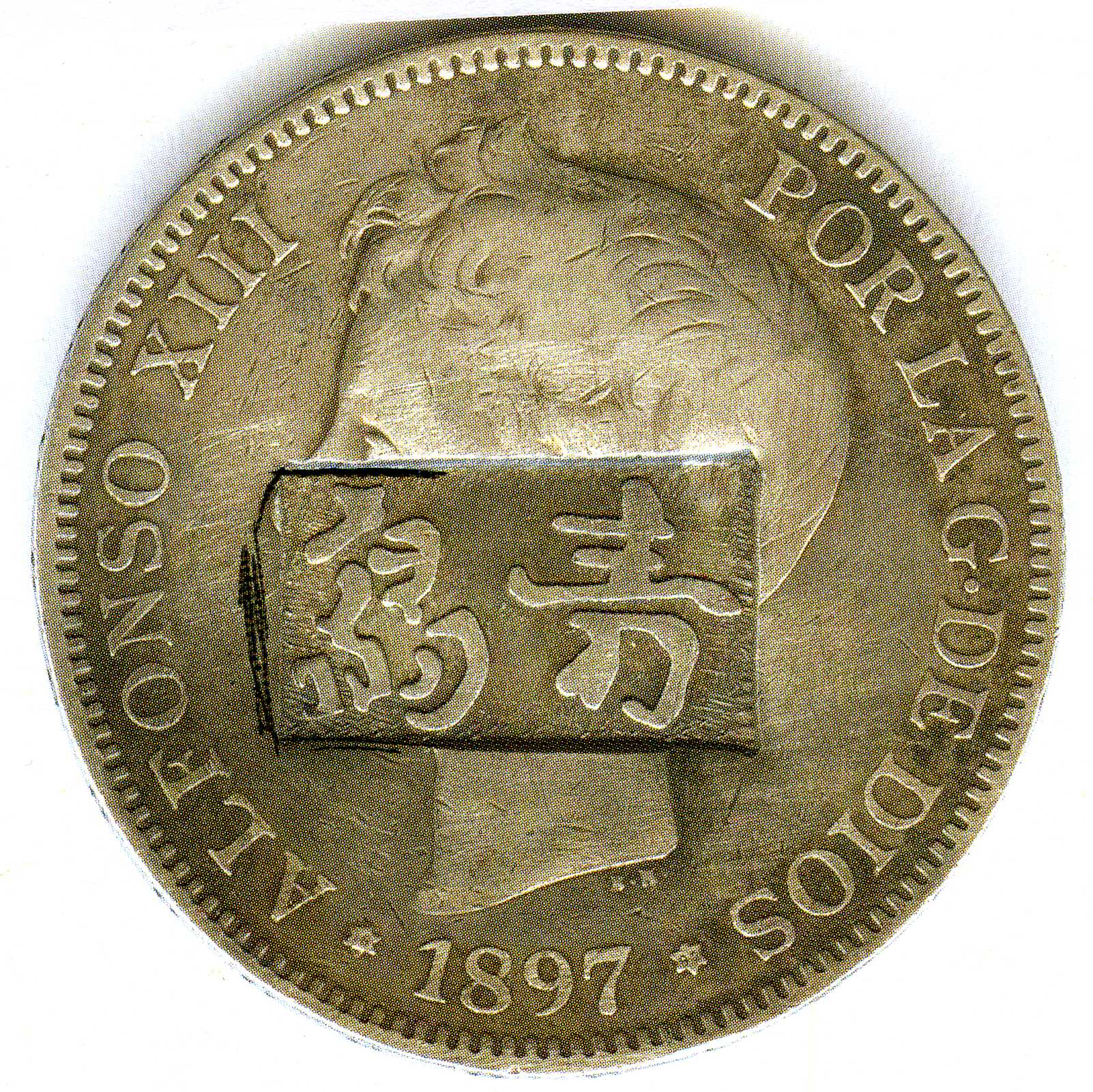
Moneda d'Alfons XIII amb llegenda en xinès que va circular en Kiau Chau durant el protectorat.

Durant l'ocupació alemanya, la falta de plata en tot el territori va obligar el govern d'aquest país a utilitzar com a base de l'economia les monedes espanyoles de 8 rals i els pesos encunyats a les illes Filipines. Aquestes peces circulaven per valor de 5 marcs alemanys, igual que totes les altres monedes estrangeres d'aquesta grandària. En peces menors es van encunyar de 10 i 5 centaus en níquel amb data 1909. La contramarca que van utilitzar els banquers xinesos per permetre la circulació d'aquestes monedes en tot el territori portava el nom de l'enclavament (Kiau Chau) en xinès. Sense aquesta contramarca el valor de les peces era un 15 % menor que el preu final, que era de 5 marcs. Aquesta contramarca va ser estampada quan el port va ser declarat lliure l'any 1899 sobre peces de 8 reals espanyols, 5 francs francesos, talers de Maria Teresa I d'Àustria i pesos filipins.

## Referències

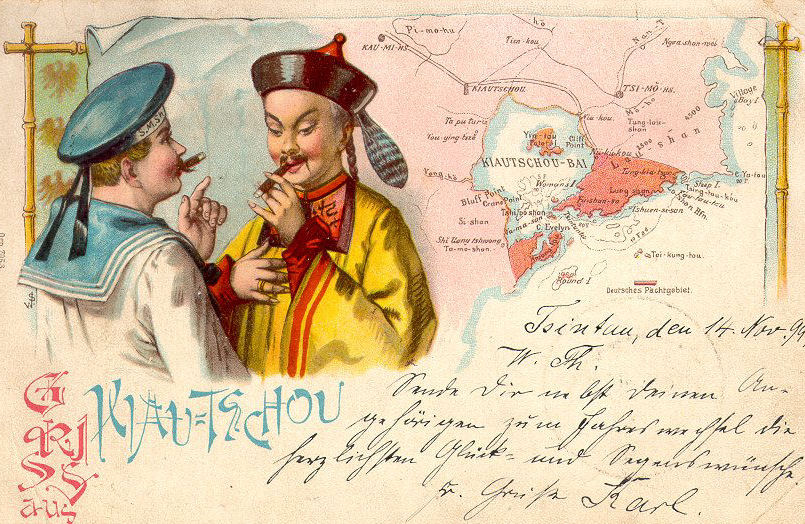
Postal de 1900

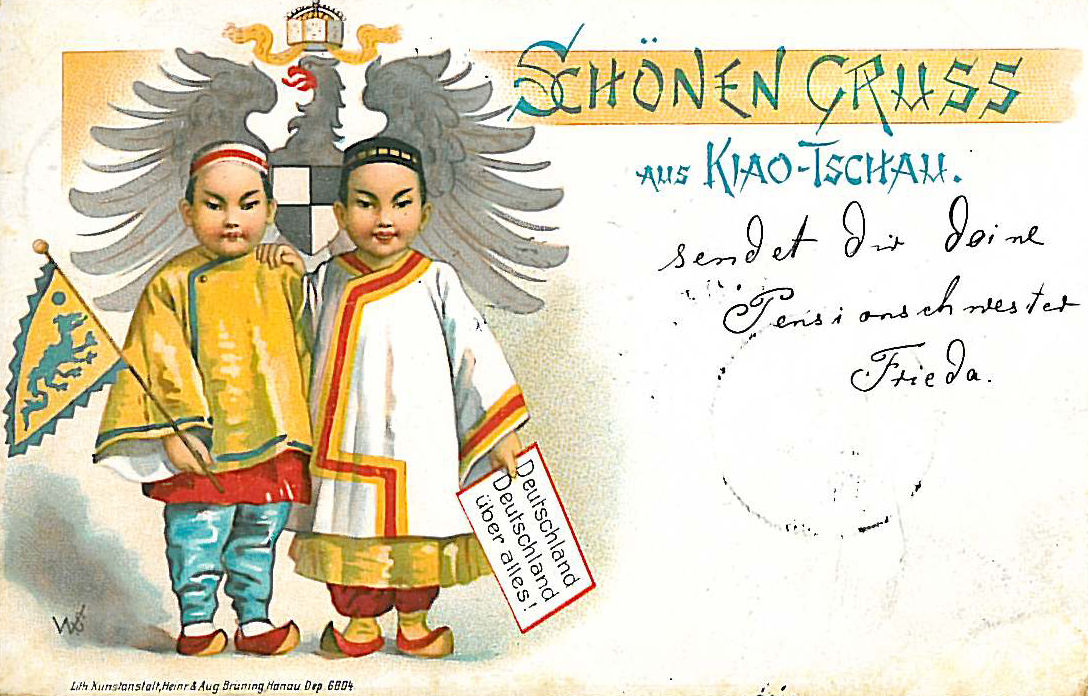
Postal de 1898

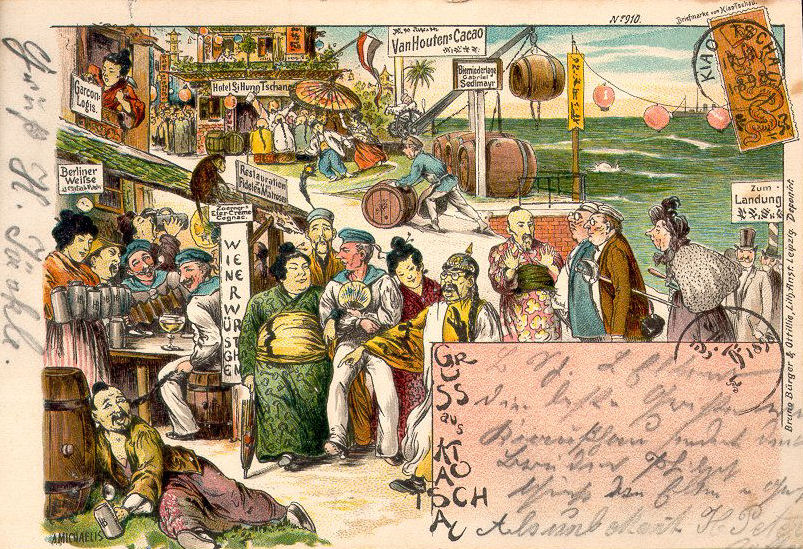
Postal de 1898